# The Abysmal Brute (película)
The Abysmal Brute (El bruto abismal, en español) es una película dramática muda estadounidense de 1923 dirigida por Hobart Henley y protagonizada por Reginald Denny, Mabel Julienne Scott y Charles K. French. Es una adaptación de la novela de 1911 The Abysmal Brute de Jack London. La película recibió una recepción mixta, con un crítico afirmando que la película no era una adaptación perfecta de la novela. Las escenas cómicas, que no estaban en la novela, fueron agregadas a la película por el actor principal Reginald Denny.

## Argumento
Un boxeador criado en las montañas por su padre llega a San Francisco y disfruta de un gran éxito, pero su falta de habilidades sociales significa que lucha al cortejar a la mujer de la alta sociedad de la que se ha enamorado.

## Reparto
| Actor                | Personaje           |
| -------------------- | ------------------- |
| Reginald Denny       | Pat Glendon, Jr.    |
| Mabel Julienne Scott | Maude Sangster      |
| Charles K. French    | Pat Glendon, Sr.    |
| Hayden Stevenson     | Sam Stubener        |
| David Torrence       | Mortimer Sangster   |
| George Stewart       | Wilfred Sangster    |
| Buddy Messinger      | Buddy Sangster      |
| Crauford Kent        | Deane Warner        |
| Dorothea Wolbert     | Sra. MacTavish      |
| Julia Brown          | Violet MacTavish    |
| Harry Mann           | Abe Levinsky        |
| Kid Wagner           | Battling Levinsky   |
| Jack Herrick         | Rough House Ratigan |
| Irene Haisman        | Gwendolyn           |
| Nell Craig           | Daisy Emersonm      |
| Will Walling         | Farrell             |

## Producción
The Minneapolis Star escribió que la película no es como el libro, solo se usa el nombre del libro y los personajes. El crítico mencionó que el romance es solo una pequeña parte de la novela y que hay un «alivio cómico dolorosamente arrastrado» en la película. El actor Reginald Denny agregó escenas cómicas a la película que dijo que era «'la tontería' de una adaptación de la historia del boxeo de Jack London». Carl Laemmle «dedicó la película a la Legión Estadounidense debido al maravilloso espíritu de atletismo limpio engendrado en la juventud estadounidense por la guerra y las subsecuentes actividades de los veteranos».
AllMovie dijo: «Dado que su acento británico permaneció convenientemente inaudible durante la era del cine mudo, Reginald Denny fue un maravilloso héroe totalmente estadounidense». Virginia Valli originalmente estaba destinada a interpretar el papel de Mabel Julienne Scott. Se informó que Shannon Day y Mae Busch estaban en el elenco al principio, pero ninguna de las actrices apareció en la película. En la película aparecieron varios boxeadores, que eran conocidos boxeadores. La película estaba originalmente programada para estrenarse en el otoño de 1922, pero el estreno se retrasó para filmar The Shock.

## Recepción
El Pennsylvania School Journal recomendó la película para la Semana del libro infantil del 11 al 17 de noviembre de 1923.
The Educational Screen decía: «Una filmación lenta, pero sincera y bien interpretada de uno de los cuentos de Jack London». The Yonkers Herald escribió que las mujeres disfrutarán de la «agradable personalidad» de Denny y que los hombres disfrutarán de «la masculinidad de la historia» y su «serie de emocionantes secuencias en el ring».